# Horst von Oetinger
Günther Horst Sylvester Ritter und Edler von Oetinger (né le 31 décembre 1857 à Erfurt et mort le 27 septembre 1928 à Baden-Baden) est un officier allemand. Il est entre autres un général d'infanterie prussien.

## Biographie

### Origine
Horst est le fils du major général prussien Günther von Oetinger (de) (1821-1881) et de son épouse Franziska, née Klien (1824-1901).

### Carrière militaire
Le 15 février 1877, Oetinger rejoint le 3e régiment de grenadiers de la Garde de l'armée prussienne à Charlottenbourg en tant que cadet. Là, il est nommé enseigne le 15 septembre 1877 et promu sous-lieutenant le 12 octobre 1878 et à ce titre est employé comme adjudant du bataillon de fusiliers à partir du 1er avril 1881. Pour poursuivre sa formation, il est affecté à l'Académie de guerre du 1er octobre 1887 au 21 juillet 1890 et est promu premier lieutenant le 22 mars 1888. Après un bref retour au service militaire, Oetinger est affecté à l'état-major à Berlin le 1er avril 1891 pour deux ans. En tant que capitaine, il prend ensuite la direction d'une compagnie dans son régiment régulier. Le 14 novembre 1895, Oetinger est nommé à la suite à l'état-major et transféré au budget subsidiaire du grand état-major. Jusqu'en 1902, Oetinger occupe diverses fonctions d'état-major, comme celle de premier officier d'état-major de la 1re division d'infanterie à Königsberg et dans la même fonction avec le 5e corps d'armée à Posen. Entre-temps, promu major le 25 mars, Oetinger est transféré le 18 octobre 1902 au 86e régiment de fusiliers (de), où il est nommé commandant du 2e bataillon à Flensbourg. À la mi-mars 1905, Oetinger est de nouveau transféré à l'état-major général et en même temps affecté au commandement général du 5e corps d'armée. Après sa promotion au grade de lieutenant-colonel le 15 septembre, Oetinger devient finalement chef d'état-major local le 17 octobre 1905. Il occupe ce poste jusqu'au 30 avril 1908, puis prend le commandement du 4e régiment de grenadiers stationné à Berlin. Promu général de division le 22 mars 1912, il est nommé commandant de la 55e brigade d'infanterie à Karlsruhe.
Lorsque la Première Guerre mondiale éclate, Oetinger, pour cause de maladie, fait partie des officiers de l'armée et du commandement général adjoint du 14e corps d'armée. Après sa convalescence, il est nommé commandant de la division de Landwehr de Liège le 22 août 1914. Un mois plus tard, il abandonne le commandement et prend le commandement de la 20e division d'infanterie avec laquelle il participe à la guerre de tranchées du 10e corps d'armée dans l'Aisne. Le jour de l'anniversaire de l'empereur, Oetinger est promu lieutenant général.
En avril 1915, la division s'installe sur le front de l'Est en Galicie et participe aux côtés de la 11e armée à l'offensive du Boug. Fin août 1915, Oetinger doit abandonner le commandement car il est gravement atteint du choléra asiatique. Après un séjour à l'hôpital de campagne de Bialla et le rétablissement de sa santé, Oetinger devient alors commandant de la 109e division d'infanterie nouvellement formé. Il l’accompagne d’abord la 8e armée déployée devant Jakobstadt. Au cours des mois suivants, plusieurs attaques des forces russes y sont repoussées avec succès. Fin octobre 1916, il est transféré dans les Balkans en Roumanie. Initialement déployée dans les combats frontaliers dans les montagnes volcaniques, la division combat avec succès lors des batailles de Szurduk et de Târgu Jiu. Du 1er au 5 décembre 1916, l'armée roumaine est de nouveau vaincue à Rimnicul-Sarat lors de la bataille de l'Argeș et après la poursuite et la prise de Bucarest. En janvier 1917, la division Oetinger participe à la bataille de Putna pour capturer les positions russes fortement développées, puis s'avance vers le Sereth, y repousse plusieurs contre-attaques et passe à la guerre de tranchées. En décembre 1916, il reçoit l'Étoile de l'ordre de l'Aigle rouge de 2e classe avec feuilles de chêne et épées.
Le 23 janvier 1917, Oetinger abandonne le commandement et devient chef du 9e corps d'armée. Avec le corps, il participe au front occidental, d'abord avec la 1re armée, puis avec la 2e armée prend part aux combats dans la ligne Siegfried. Dans la 18e armée, Oetinger mène son corps au début de l'offensive du printemps 1918 dans la bataille décisive de Saint-Quentin-La Fère contre les positions ennemies et s'est frayé un chemin jusqu'à la Somme. Pour les succès de son corps, Oetinger reçoit le 26 mars 1918 l'ordre Pour le Mérite, que Guillaume II lui remet personnellement sur la place du marché d'Ham. À partir de fin septembre 1918, le corps se trouve en Lorraine et y mène une guerre de tranchées avec la 19e armée en action. De là, après l'armistice de Compiègne, Oetinger ramène ses troupes chez lui et démobilise son corps à Altona. À sa demande, Oetinger est mis en retraite le 3 février 1919 et promu général d'infanterie le 20 octobre 1919. Il est chevalier légal de l'Ordre de Saint-Jean.

### Famille
Oetingen se marie avec Helene Bender (née en 1869) à Berlin le 5 octobre 1888

## Récompenses
- Ordre de la Couronne de 2e classe[7]
- Commandant de 2e classe de l'ordre du Lion de Zaeringen[7]
- Officier de l'ordre d'Albert[7]
- Commandant de 2e classe de l'ordre de la Maison Ducale Saxe-Ernestine[7]
- Officier de l'Ordre chevaleresque des Saints-Maurice-et-Lazare[7]